# Kukljin
Kukljin (en serbe cyrillique : Кукљин) est une localité de Serbie située sur le territoire de la Ville de Kruševac, district de Rasina. Au recensement de 2011, elle comptait 1 516 habitants.
Kukljin est officiellement classé parmi les villages de Serbie.

## Démographie

### Évolution historique de la population
| 1948  | 1953  | 1961  | 1971  | 1981  | 1991  | 2002  | 2011  |
| ----- | ----- | ----- | ----- | ----- | ----- | ----- | ----- |
| 2 131 | 2 244 | 2 230 | 2 141 | 2 136 | 2 068 | 1 794 | 1 516 |

|  |